# IOSYS
IOSYS (イオシス ioshisu) er en japansk musik- og dōjin gruppe, der blev dannet den 10. oktober 1998 i Sapporo, Japan. Gruppen producerer hoedsageligt remix af musikken fra dōjin spilserien, Touhou Project. Det har ingen pladekontrakt, men foretrækker at udgive deres musik gennem dōjin-kanaler, så som Comiket festivalen og via deres hjemmeside. Deres music gør ofte grin med figurer eller temaer fra spil så som Touhou Project eller Atlus's Etrian Odyssey. Mange af gruppens nuværende medlemmer bor i Hokkaidō eller i Kantō-området af Japan.

## Flash-videoer
IOSYS kendes generelt bedst for deres Flash-film som passer til deres sange, hvor de mest kendte er "Overdrive" "Stops at the diseased part and melts quickly ~ Lunatic Udongein (患部で止まってすぐ溶ける　～ 狂気の優曇華院 kanbu de tomatte sugu tokeru ~ kyōki no udongein)" og "Marisa Stole the Precious Thing (魔理沙は大変なものを盗んでいきました marisa wa taihenna mono wo nusundeikimasita)", der begge er populære i japanske internetforummer så som 2channel, Nico Nico Douga og andre otaku-grupper på Internettet.

## Diskografi
東方風櫻宴 (Tōhō Kazakuraen) – Phantasmagoria mystical expectation
-Udgivet 23/05/2006
東方乙女囃子 (Tōhō Otomebayashi) – Touhou Maidens' Orchestra
-Udgivet 13/08/2006
東方月燈籠 (Tōhō Tsukitōrō) – Touhou Moon Lantern
-Udgivet 31/12/2006
東方永雀峰 (Tōhō Eijanho) – Touhou Eternal Sparrow Peak
-Udgivet 21/05/2007
東方萃翠酒酔 (Tōhō Suisuisūsū) – Touhou Gathering Green Wine Drunkenness
-Udgivet 17/08/2007
東方河想狗蒼池 (Tōhō Kasokusōchi) – Eastern Blue Land of Rivers, Visions, and Tengu
-Udgivet 31/12/2007
東方真華神祭 (Tōhō Makashinsai) – Splendid Eastern Divine Festival
-Udgivet 25/05/2008
東方想幽森雛 (Tōhō Sōyūshinpi) – Yu Sang forest chicks
-Udgivet 17/08/2008
東方氷雪歌集 (Tōhō Hyosetsu Kashu) – Eastern Anthology Of Ice And Snow
-Udgivet 02/11/2008
東方泡沫天獄 (Tōhō Hōmatsu Tengoku) – Eastern Bubbling Underground
-Udgivet 29/12/2008